# Teucholabis trifasciata
Teucholabis trifasciata är en tvåvingeart. Teucholabis trifasciata ingår i släktet Teucholabis och familjen småharkrankar.

## Underarter
Arten delas in i följande underarter:
- T. t. trifasciata
- T. t. xanticles